# أوسكار نيلسون (فارس سويدي)
أوسكار نيلسون هو فارس ‏ سويدي، ولد في 10 أبريل 1896، وتوفي في 5 مايو 1974 في هلسينغبورغ في السويد.

## وصلات خارجية
- أوسكار نيلسون على موقع أوليمبيديا (الإنجليزية)
- أوسكار نيلسون على موقع اللجنة الأولمبية السويدية (السويدية)